# Đường hầm bí mật

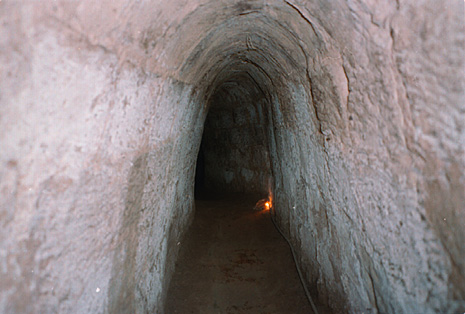
Đường hầm bí mật tại địa đạo Củ Chi

Đường hầm bí mật hay Lối đi bí mật là những lối đi ẩn dùng để di chuyển lén lút, trốn thoát hoặc vận chuyển hàng hóa một cách kín đáo. Những lối đi này thường được xây bên trong tòa nhà và dẫn đến phòng bí mật.
Một số lối đi cho phép ra vào tòa nhà mà không bị phát hiện. Các lối đi và phòng bí mật thường được xây trong lâu đài, nhà của các nhà lãnh đạo, người giàu có, tội phạm, hoặc những người ủng hộ phong trào bãi nô ở Mỹ. Chúng từng giúp các nhân vật như Giáo hoàng Alexander VI năm 1494, Giáo hoàng Clement VII năm 1527 và Maria Antonia của Áo năm 1789 trốn thoát. Ngoài ra, lối đi bí mật còn được sử dụng để vận chuyển hàng hóa trái phép, đưa người đi giấu kín và che giấu hoạt động của tội phạm, quân đội (như Việt Cộng trong Chiến tranh Việt Nam) và các tổ chức chính trị.